# Гренадил

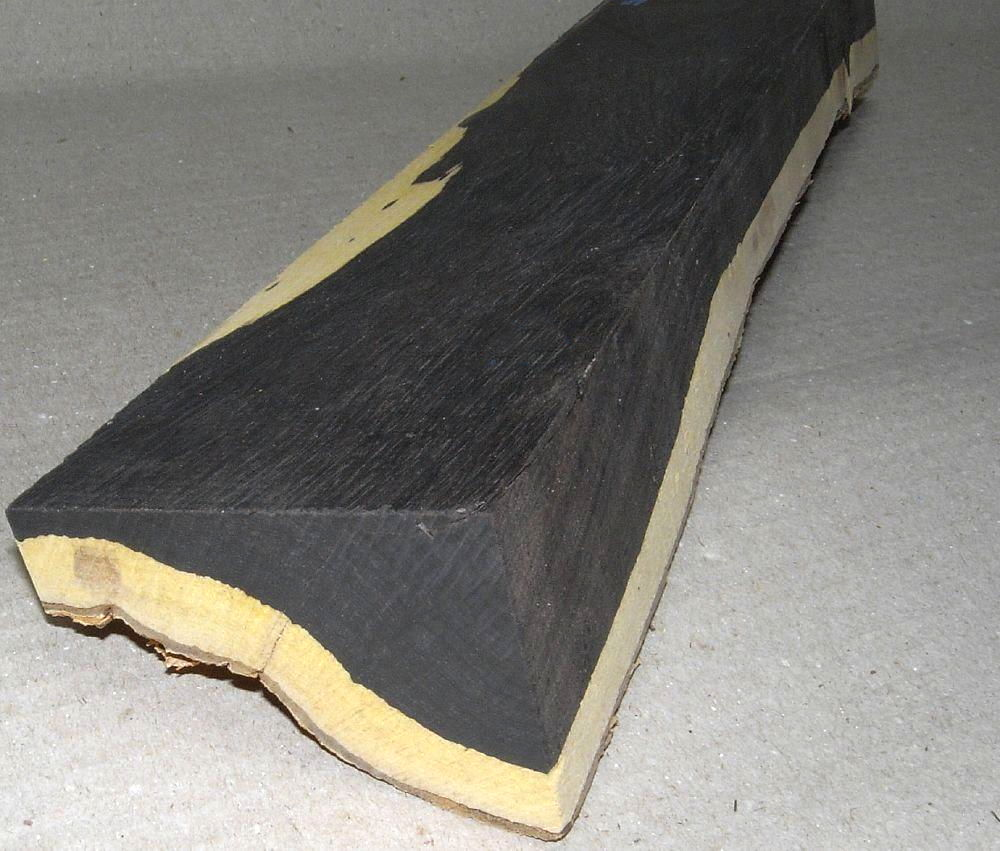
Обрезок ствола гренадила с заболонью

Гренадил, африканское чёрное дерево (англ. African blackwood) или мпинго (суахили mpingo), древесина дерева Dalbergia melanoxylon рода Dalbergia.

## Применение
Цвет плотной, блестящей древесины варьируется от красноватого до чисто чёрного. Обычно его пилят на небольшие поленья, оставляя ярко-жёлтую заболонь, чтобы избежать растрескивания во время долгого высыхания. Рыночные цены на высококачественный гренадил категории «A» всегда высоки. Акустические свойства гренадила особенно ценятся при изготовлении духовых музыкальных инструментов, в основном кларнетов, гобоев и волынок. Краснодеревщики из древнего Египта также ценили это дерево. Существуют свидетельства того, что это дерево использовалось как балласт на торговых судах и что некоторые мастера использовали при изготовлении нортумбрских рожков для лучшего звука снятые старые балласты из гренадила.
Вследствие чрезмерного использования мпинго находится под угрозой в Кении и нуждается в защите в Танзании и Мозамбике. Деревья заготавливались неумеренно, частично из-за браконьерства и контрабанды в Кению, а также из-за медленного роста — чтобы вырасти во взрослое, дереву требуется до 60 лет.

### Путаница терминологии
- Африканское чёрное дерево (гренадил) (англ. African blackwood) не имеет отношения к эбену. Название «эбен» закреплено за целым рядом деревьев рода Diospyros; их древесина менее блестящая и более хрупкая.
- Род Dalbergia включает в себя и другие знаменитые виды древесины, такие как розовое дерево и кокоболо. Название палисандр принято в качестве общего для описания древесины различных видов этого рода и некоторых других.